# 邵建富
邵建富，法国岩土力学权威。

## 生平
1961年出生于浙江余姚，国际著名岩石力学与工程专家，法国里尔科技大学特级教授，中组部“千人计划”特聘教授，法国道达尔TOTAL石油公司高级顾问，美国西北大学等多所著名学术机构合作教授，中国国家自然科学基金海外青年学者合作研究基金和中国科学院海外杰出学者基金获得者。历任中国科学院海外评审专家(2003-2006)，武汉大学“长江学者”讲座教授(2007-2010)，法国国家科研中心(CNRS)里尔力学研究所(LML，UMR8107）所长(2010-2013)， 2010年被聘为国家“千人计划”特聘教授。

## 学术
主持完成了三十余项欧盟及法国国家级重大科学研究项目、担任欧盟重大科技项目“地下核废料存储可行性研究”专项“温度-渗流-应力耦合问题数值模拟”首席科学家、中国国家重点基础研究发展973计划第四课题“复杂环境下工程边坡岩体时效力学特性”负责人、承担国家自然科学基金面上项目1项、中法合作项目1项。和法国TOTAL石油公司、法国核废料管理局等开展了长期的科技合作。

## 其他任职
邵建富同时还是中国多所研究所（武汉岩土所）、大学的客座教授。邵建富并担任有美国西北大学客座教授和法国TOTAL S.A.（道达尔）石油公司的高级顾问。并是法国岩土力学学会理事。
2002年，邵建富受聘成为中国科学院的海外评审专家。

## 荣誉[2]
- 2011年获得国际学术奖Excellent contributions Award (2011), Int. Association for computer methods and advances in geomechanics (IACMAG) 
- 获2014年度中国侨联创新团队奖（团队负责人）
- 2013年获江苏省科学技术奖二等奖1项（排名第1） 
- 2012年获水力发电科学技术奖一等奖1项（排名第3） 
- 领衔的科研团队成功入选2014年度江苏省教育类“双创团队”项目。

## 发表论文[2]
- 迄今发表学术论文300余篇，其中SCI收录200余篇，编著4部，合著17余部。
- 培养博士生（含博士后）50余名。